# BGL-BNP Paribas Open Luxembourg
BGL-BNP Paribas Open Luxembourg (tidigare FORTIS Championships Luxembourg) är en tennisturnering för damer som spelas i Luxemburg, Luxemburg. 2005 spelades turneringen mellan 26 september och 2 oktober. Första gången den spelades, 1991, var turneringen en uppvisningturnering fram till 1995. Efter det blev den en Tier III-turnering som den var till 2004. 2005 uppgraderades den till en Tier II-turnering. Medan WTA-touren omstruktureras kommer många turneringar sluta att spelas. Fortis Championships kommer att fortsätta spelas men har degraderats till en Tier III-turnering (från 2008), innan den kommer att vara en International-turnering 2009.
Kim Clijsters från Belgien innehar rekordet över flest singeltitlar: 5 (1999, 2001, 2002, 2003, 2005).

## Resultat

### Singel
| År   | Mästare            | Finalist                   | Resultat           |
| ---- | ------------------ | -------------------------- | ------------------ |
| 1996 | Anke Huber         | Karina Habšudová           | 6-3, 6-0           |
| 1997 | Amanda Coetzer     | Barbara Paulus             | 6-4, 3-6, 7-5      |
| 1998 | Mary Pierce        | Silvia Farina Elia         | 6-0, 2-0 uppgivet  |
| 1999 | Kim Clijsters      | Dominique Van Roost        | 6-2, 6-2           |
| 2000 | Jennifer Capriati  | Magdalena Maleeva          | 4-6, 6-1, 6-4      |
| 2001 | Kim Clijsters      | Lisa Raymond               | 6-2, 6-2           |
| 2002 | Kim Clijsters      | Magdalena Maleeva          | 6-1, 6-2           |
| 2003 | Kim Clijsters      | Chanda Rubin               | 6-2, 7-5           |
| 2004 | Alicia Molik       | Dinara Safina              | 6-3, 6-4           |
| 2005 | Kim Clijsters      | Anna-Lena Grönefeld        | 6-2, 6-4           |
| 2006 | Alona Bondarenko   | Francesca Schiavone        | 6-3, 6-2           |
| 2007 | Ana Ivanović       | Daniela Hantuchová         | 3-6, 6-4, 6-4      |
| 2008 | Jelena Dementieva  | Caroline Wozniacki         | 2-6, 6-4, 7-6(4)   |
| 2009 | Timea Bacsinszky   | Sabine Lisicki             | 6-2, 7-5           |
| 2010 | Roberta Vinci      | Julia Görges               | 6–3, 6–4           |
| 2011 | Victoria Azarenka  | Monica Niculescu           | 6–2, 6–2           |
| 2012 | Venus Williams     | Monica Niculescu           | 6–2, 6–3           |
| 2013 | Caroline Wozniacki | Annika Beck                | 6–2, 6–2           |
| 2014 | Annika Beck        | Barbora Záhlavová-Strýcová | 6–2, 6–1           |
| 2015 | Misaki Doi         | Mona Barthel               | 6–4, 6–7(7–9), 6–0 |
| 2016 | Monica Niculescu   | Petra Kvitová              | 6–4, 6–0           |
| 2017 | Carina Witthöft    | Monica Puig                | 6–3, 7–5           |
| 2018 | Julia Görges       | Belinda Bencic             | 6–4, 7–5           |
| 2019 | Jeļena Ostapenko   | Julia Görges               | 6–4, 6–1           |

### Dubbel
| År   | Mästare                                   | Finalister                                     | Resultat              |
| ---- | ----------------------------------------- | ---------------------------------------------- | --------------------- |
| 1996 | Kristie Boogert Nathalie Tauziat          | Barbara Rittner Dominique Van Roost            | 2–6, 6–4, 6–2         |
| 1997 | Larisa Neiland Helena Suková              | Meike Babel Laurence Courtois                  | 6–2, 6–4              |
| 1998 | Elena Likhovtseva Ai Sugiyama             | Larisa Neiland Elena Tatarkova                 | 6–7, 6–3, 2–0         |
| 1999 | Irina Spîrlea Caroline Vis                | Tina Križan Katarina Srebotnik                 | 6–1, 6–2              |
| 2000 | Alexandra Fusai Nathalie Tauziat          | Lubomira Bacheva Cristina Torrens Valero       | 6–3, 7–6(7–0)         |
| 2001 | Elena Bovina Daniela Hantuchová           | Bianka Lamade Patty Schnyder                   | 6–3 6–3               |
| 2002 | Kim Clijsters Janette Husárová            | Květa Hrdličková Barbara Rittner               | 4–6, 6–3, 7–5         |
| 2003 | Maria Sharapova Tamarine Tanasugarn       | Elena Tatarkova Marlene Weingärtner            | 6–1, 6–4              |
| 2004 | Virginia Ruano Paola Suárez               | Jill Craybas Marlene Weingärtner               | 6–1, 6–7, 6–3         |
| 2005 | Lisa Raymond Samantha Stosur              | Cara Black Rennae Stubbs                       | 6–7, 7–5, 6–4         |
| 2006 | Květa Peschke Francesca Schiavone         | Anna-Lena Grönefeld Liezel Huber               | 2–6, 6–4, 6–1         |
| 2007 | Iveta Benešová Janette Husárová           | Victoria Azarenka Shahar Pe'er                 | 6–4, 6–2              |
| 2008 | Sorana Cîrstea Marina Erakovic            | Vera Dushevina Mariya Koryttseva               | 2–6, 6–3, [10–8]      |
| 2009 | Iveta Benešová Barbora Záhlavová-Strýcová | Vladimíra Uhlířová Renata Voráčová             | 1–6, 6–0, [10–7]      |
| 2010 | Timea Bacsinszky Tathiana Garbin          | Iveta Benešová Barbora Záhlavová-Strýcová      | 6–4, 6–4              |
| 2011 | Iveta Benešová Barbora Záhlavová-Strýcová | Lucie Hradecká Ekaterina Makarova              | 7–5, 6–3              |
| 2012 | Andrea Hlaváčková Lucie Hradecká          | Irina-Camelia Begu Monica Niculescu            | 6–3, 6–4              |
| 2013 | Stephanie Vogt Yanina Wickmayer           | Kristina Barrois Laura Thorpe                  | 7–6(7–2), 6–4         |
| 2014 | Timea Bacsinszky Kristina Barrois         | Lucie Hradecká Barbora Krejčíková              | 3–6, 6–4, [10–4]      |
| 2015 | Mona Barthel Laura Siegemund              | Anabel Medina Garrigues Arantxa Parra Santonja | 6–2, 7–6(7–2)         |
| 2016 | Kiki Bertens Johanna Larsson              | Monica Niculescu Patricia Maria Țig            | 4–6, 7–5, [11–9]      |
| 2017 | Lesley Kerkhove Lidziya Marozava          | Eugenie Bouchard Kirsten Flipkens              | 6–7(4–7), 6–4, [10–6] |
| 2018 | Greet Minnen Alison Van Uytvanck          | Vera Lapko Mandy Minella                       | 7–6(7–3), 6–2         |
| 2019 | Coco Gauff Caty McNally                   | Kaitlyn Christian Alexa Guarachi               | 6–2, 6–2              |